# 莫卡 (波多黎各)

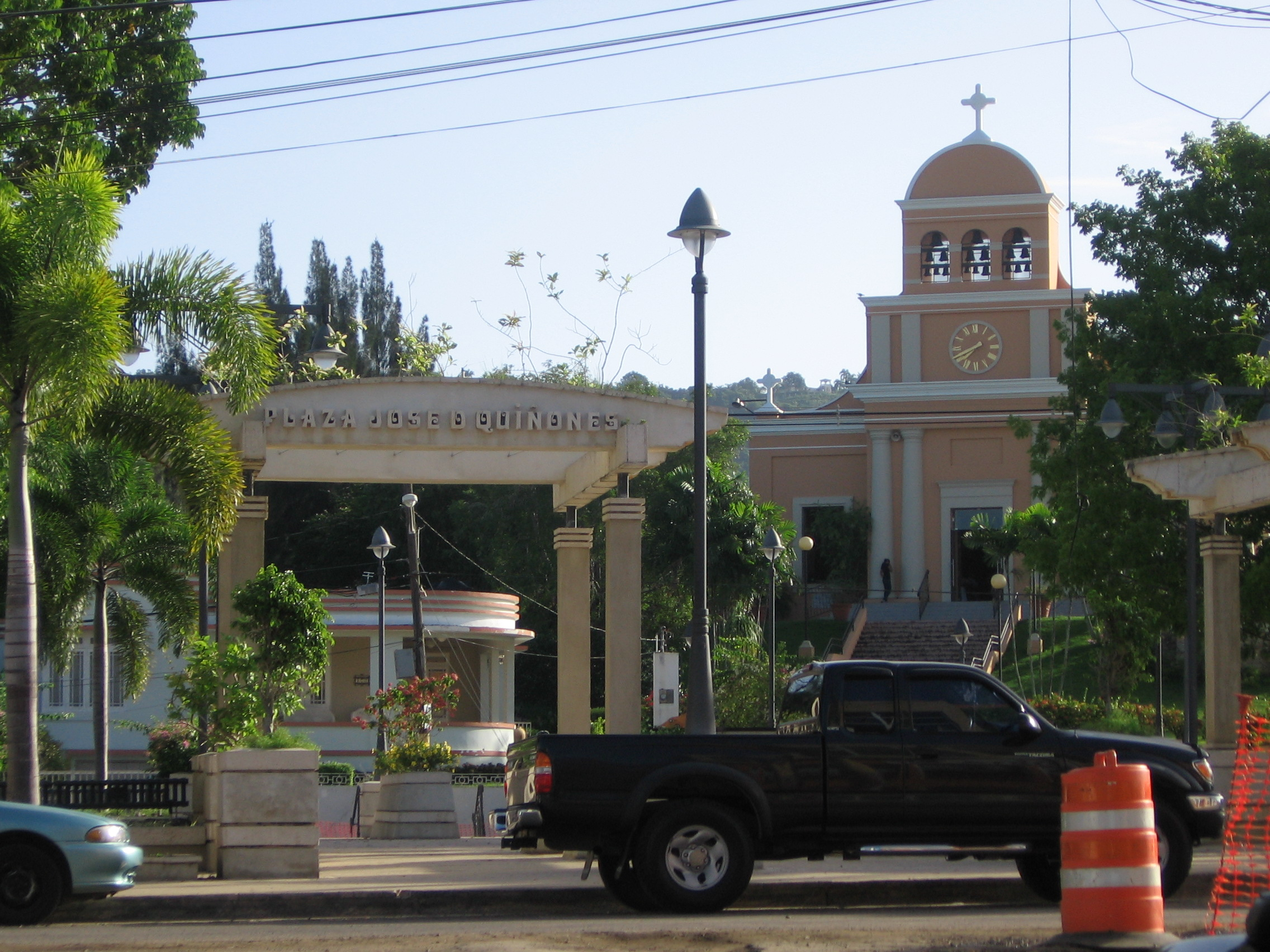

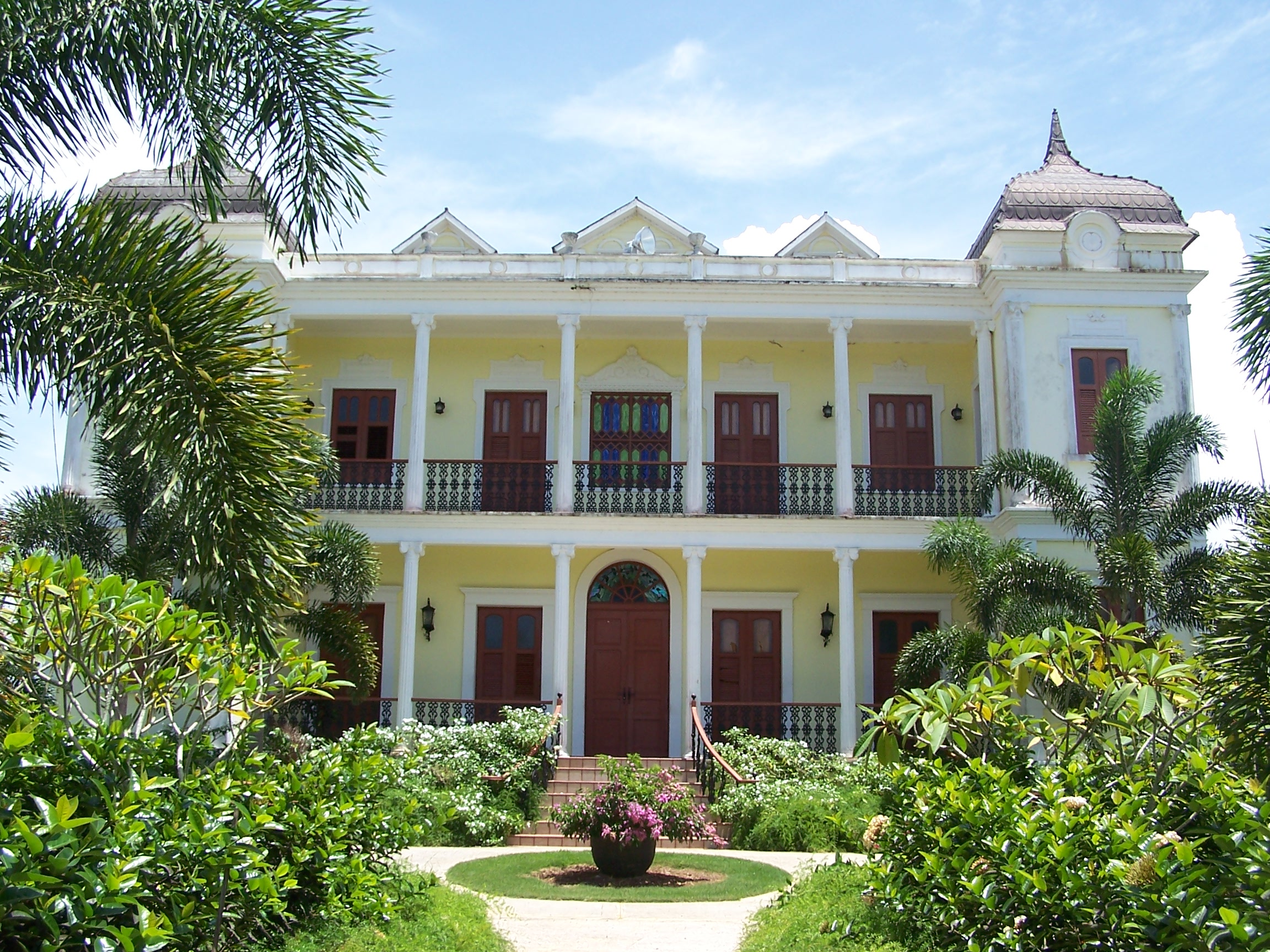

莫卡（西班牙語：Moca）是波多黎各的城鎮，位於該島西北部，始建於1772年6月22日，面積133平方公里，海拔高度88米，2010年人口40,109，人口密度每平方公里300人。2010年5月16日，該鎮發生黎克特制5.8級地震。

## 外部連結
- Moca and its barrios, United States Census Bureau